# 윤종록
윤종록(尹宗錄, 1957년 12월 17일 ~ )은 대한민국의 미래창조과학부 제2차관을 역임한 공무원이다. 본관은 해남이며, 전라남도 강진 출신이다.

## 학력
- 광주고등학교 졸업
- 한국항공대학교 항공통신공학과 학사
- 연세대학교 산업대학원 전자공학과 공학석사

## 경력
- 제15회 기술고등고시 합격
- 네트워크본부 네트워크전략팀장(상무보)
- KTAI(뉴욕법인) 사장
- e-Biz사업본부장(KT상무)
- 마케팅기획본부장(KT전무)
- 기술본부장(KT전무)
- 신사업기획본부장(KT전무)
- 성장전략 부문장(KT전무)
- R&D부문장(상임이사KT부사장)
- 성장사업부문장(상임이사KT부사장)
- 미국 벨연구소 특임연구원
- 연세대학교 글로벌융합공학부(교수)
- 미래창조과학부 제2차관
- 정보통신산업진흥원(NIPA) 원장
- 가천대학교 석좌교수
- 한양대학교 특훈교수
- 현 카이스트 과학기술 정책대학원 교수

## 수상
- 2003년 : 제48회 정보통신의날 산업포장

## 참고
| 전임 조율래(교육과학기술부 제2차관) 김정관(지식경제부 제2차관) | 초대 미래창조과학부 제2차관 2013년 3월 25일 ~ 2015년 2월 8일 | 후임 최재유 |